# Sistrurus catenatus
Sistrurus catenatus är en ormart som beskrevs av Rafinesque 1818. Sistrurus catenatus ingår i släktet dvärgskallerormar och familjen huggormar. IUCN kategoriserar arten globalt som livskraftig.
Arten blir vanligen 40 till 80 cm lång liksom andra medlemmar av samma släkte men enskilda exemplar når en längd av upp till 95 cm. Utbredningsområdet sträcker sig från de Stora sjöarna i USA till Mexiko. Sistrurus catenatus lever främst i fuktiga skogar och våtmarker med torv. Den äter groddjur, ödlor och små däggdjur.

## Underarter
Arten delas in i följande underarter:
- S. c. catenatus
- S. c. edwardsi
- S. c. tergeminus